# Gotthelf Pistor
Gotthelf Pistor (Berlín, 17 d'octubre de 1887 - Colònia, 4 d'abril de 1947) fou un tenor alemany.
Abans de la Primera Guerra Mundial, va interpretar papers menors en diverses produccions a Brandenburg. El 1919, durant una representació com a actor a Wallenstein's Camp de Schiller a Berlín, va cridar l’atenció del baríton polonès Juan Luria, que va reconèixer el seu talent i va acceptar ser el seu professor.
Va iniciar la seva carrera en el teatre líric amb actuacions al Neuen Operettentheater de Berlín (1919) i a l'Operettentheater d'Hamburg (1920-1922). El 1923 va fer el seu debut operístic a l’Stadttheater de Nuremberg, consolidant així la seva trajectòria com a cantant d’òpera. Després va cantar a Würzburg, Darmstadt, Magdeburg, Hamburg i Colònia, fins a arribar a la Städtische (Deutsche) Oper Berlin el 1932.
Es va anar especialitzant en el repertori wagnerià, i va destacar en papers com Tristan, Siegmund, Siegfried i Parsifal. El 1925 va debutar al festival de Bayreuth interpretant Froh i va esdevenir-hi un habitual en els anys següents. Entre 1930 i 1938, va ser una presència constant al festival d'estiu de Zoppot, on va interpretar diversos rols, incloent-hi Max, Rienzi, Lohengrin, Stolzing, Siegmund, Parsifal i Pedro. A més, va actuar en prestigiosos teatres d’òpera com la Staatsoper de Berlín, l'Òpera Estatal de Viena, i els teatres de Budapest, Praga i Dresden.
La seva trajectòria internacional el va portar a escenaris d’arreu del món, amb actuacions a Barcelona, Brussel·les, Lieja, San Francisco, Rio de Janeiro, Buenos Aires, París i Londres. Al llarg de la seva carrera, va actuar en diverses ocasions al Gran Teatre del Liceu de Barcelona.
A partir de 1939, va ampliar la seva activitat professional, treballant a Berlín també com a director d’escena. Després de la Segona Guerra Mundial, no va reprendre la seva carrera, es va establir a Colònia i es va dedicar a la docència com a professor de cant.